# Ghiacciaio Hunter
Il ghiacciaio Hunter è un ghiacciaio situato sulla costa di Oates, nella regione nord-occidentale della Dipendenza di Ross, in Antartide. In particolare, il ghiacciaio, il cui punto più alto si trova a circa 1500 m s.l.m., ha origine nella parte centro-occidentale della dorsale Lanterman, nella zona centro-meridionale dei monti Bowers, e da qui fluisce verso ovest a partire dal versante occidentale dei colli Gateway, fino ad unire il proprio flusso, a cui lungo il percorso si unisce quello del ghiacciaio Linder, a quello del ghiacciaio Rennick a sud del monte Lugering.

## Storia
Il ghiacciaio Hunter è stato mappato da membri dello United States Geological Survey grazie a fotografie scattate durante ricognizioni aeree effettuate dalla marina militare statunitense nel periodo 1960-62, ed è stato poi così battezzato dal comitato consultivo dei nomi antartici in onore del tenente comandante della marina militare statunitense William G. Hunter, ufficiale esecutivo presso la stazione di ricerca McMurdo nell'inverno del 1964.